# Fosfat d'amoni
El fosfat d'amoni és la sal de l'amoni i el fosfat. És un compost químic molt inestable amb la fórmula (NH₄)₃PO₄. Per raó de la seva inestabilitat no té valor comercial. A més de (NH₄)₃PO₄, també hi ha una doble sal relacionada (NH₄)₃PO₄.(NH₄)₂HPO₄ la qual també és inestable.
(NH₄)₃PO₄ → H(NH₄)₂PO₄ + NH₃
En contrast a la naturalesa fràgil de les sals de triamoni, hi ha el fosfat de diamoni (H(NH₄)₂PO₄) de gran valor principalment com fertilitzant.